# Distretto di Celinograd
Il distretto di Celinograd (in kazako: Целиноград ауданы) è un distretto (audan) del Kazakistan con  capoluogo Astana.